# Reformierte Kirche Fläsch

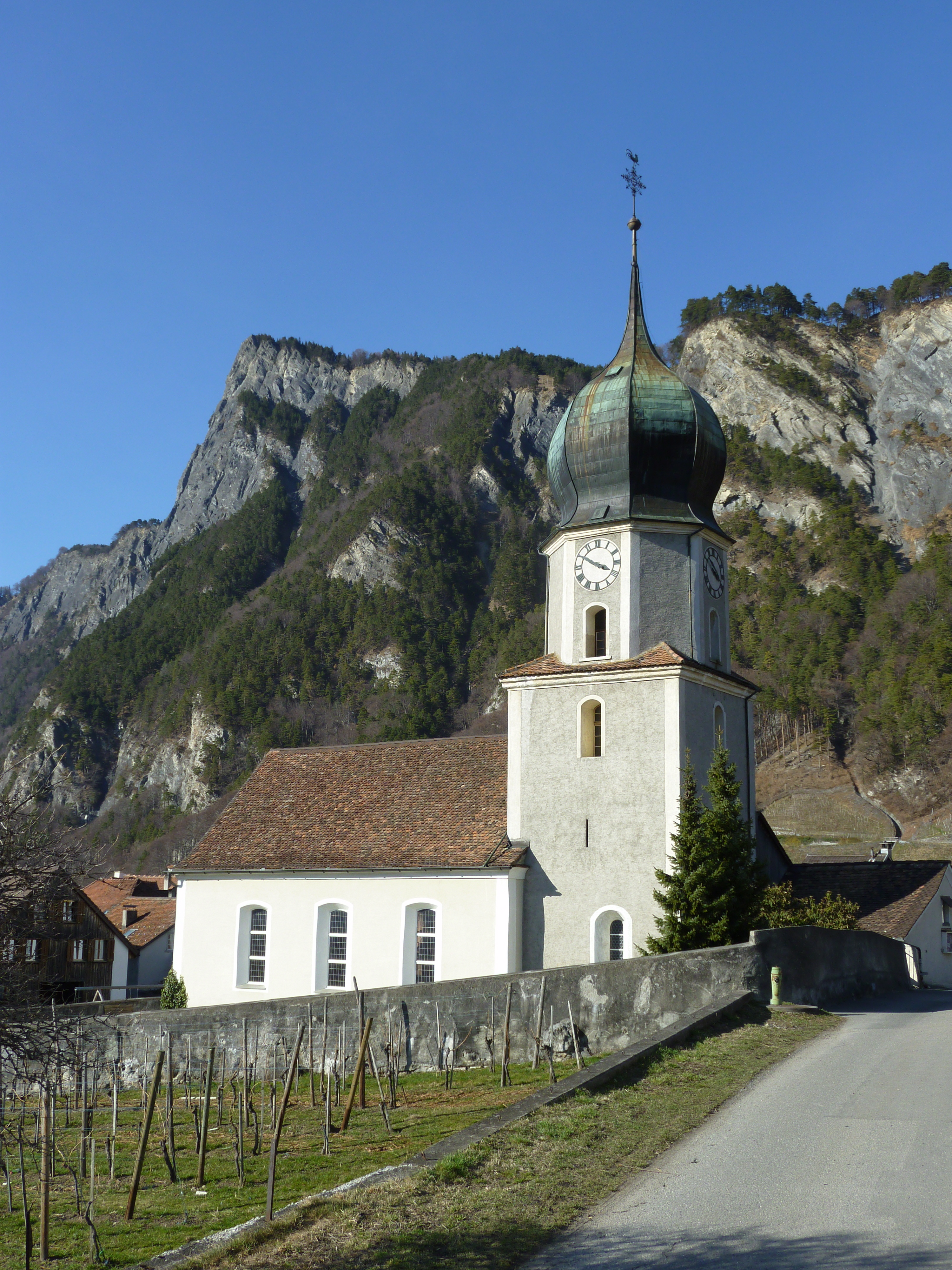
Kirche Fläsch

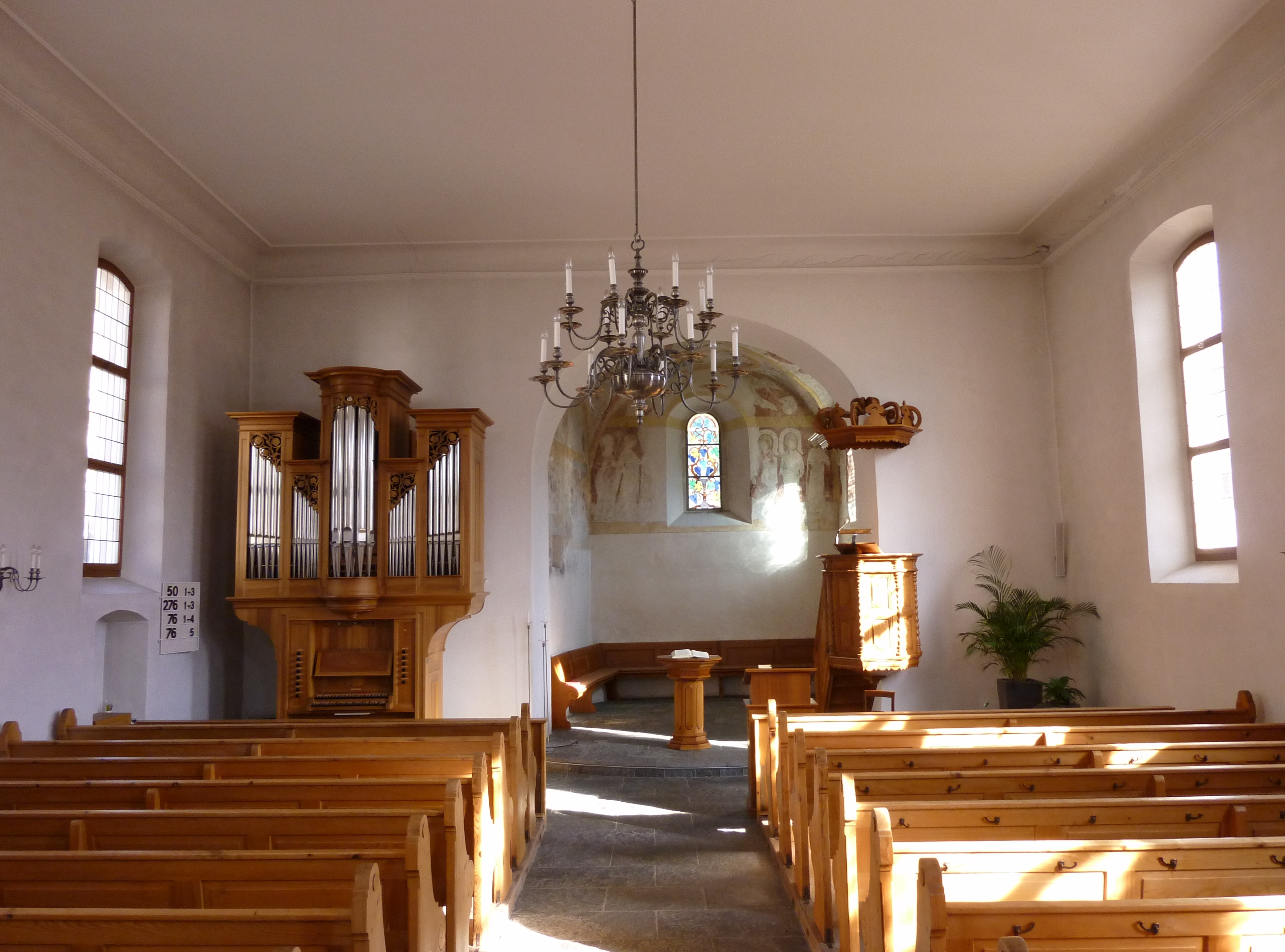
Kirchenraum

Die reformierte Kirche in Fläsch in der Bündner Herrschaft im Kanton Graubünden ist ein evangelisch-reformiertes Gotteshaus unter kantonalem Denkmalschutz.

## Geschichte und Ausstattung
Die Kirche präsentiert sich als einfacher Bau, dessen Kirchturm mit breiter Zwiebelhaube das Dorfbild prägt. Unterschiedliche Quellen geben Baudaten innerhalb der vorreformatorischen Zeit zwischen 1465 und 1479 an. Mutterkirche des Fläscher Kirchleins, das unter dem Patrozinium des Nikolaus von Myra stand, war seinerzeit St. Luzisteig, ab 1501 übernahm die Amanduskirche in Maienfeld diese Funktion. Im Chor sind noch Wandmalereien aus der Gründungszeit erhalten, welche 1963 freigelegt wurden. Links vor dem Chor steht seit 1987 eine zweimanualige Orgel.
1524 nahm Fläsch unter Pfarrer Ulrich Bolt als erste Bündner Kirchgemeinde die Reformation an, indem die Gemeinde das Abendmahl unter beiderlei Gestalt, also mit Laienkelch, feierte. Dieser Akt führte zu heftigen Auseinandersetzungen mit Maienfeld, welches eine Strafaktion ausführte, um Bolt als Ketzer zu verhaften. Letzterer wurde vom damaligen Gemeindevorsteher in dessen Keller versteckt.

## Kirchliche Organisation
Von 1965 bis 2015 stand Fläsch in Pastorationsgemeinschaft mit Jenins. Seither ist Fläsch innerhalb der Evangelisch-reformierte Landeskirche Graubünden wieder eine eigenständige Kirchgemeinde.

## Varia
Die Fläscher Kirche ist berühmt für ihre grosse Fledermauskolonie.